# Montezuma I
Montezuma I Ilhuicamina (nahuatl: Motēuczōma Ilhuicamīna [moteːkʷˈsoːma ilwikaˈmiːna]), również Moctezuma I, Moteuczoma I, zwany Gniewnym (Ilhuicamina można tłumaczyć jako „samotny, który wystrzela strzałę w niebo”); (ur.? – zm. 1469).
Był synem azteckiego władcy Huitzilíhuitla (ok. 1380 – ok. 1417) i Miahuaxihuitl (Quemavaca), bratem Chimalpopoki (? - 1427/1428). Jako piąty tlatoani Tenochtitlánu w roku 1440 objął władzę po Itzcoatlu (ok. 1380–1440).
Pozostawał w zawartym przez poprzednika bardzo korzystnym dla Azteków Trójprzymierzu z sąsiednimi cywilizacjami: miastem-państwem Texcoco i małym suwerennym królestwem Tlacopán (Tacuba). W tym umiejętnie skonstruowanym sojuszu 4/5 wszelkich zdobyczy w wyprawach wojennych dzielone było między Azteków i Texcoco, a 1/5 przypadała Tlacopán. Dzięki temu układowi małe państwo przekształciło się w przywódcę największego sojuszu militarnego w całym regionie.
Sprzymierzony z długowiecznym królem Texcoco, legendarnym władcą-mędrcem Nezahualcoyotlem (1428 – 1472), umocnił hegemonię Azteków (Méxicas) nad Doliną Meksyku i przekroczywszy góry otaczające Anahuac rozpoczął ekspansję w kierunku wschodnim i południowym, aż do Zatoki Meksykańskiej. Méxicas podbili i poddali swemu protektoratowi liczne plemiona i miasta-państwa (Huastec, Totonac) na terenie dzisiejszych stanów Morelos, Guerrero, Puebla oraz częściowo Veracruz. W efekcie tych działań Aztekowie uzyskali dostęp do takich egzotycznych dóbr jak: kakao, drzewa kauczukowe, bawełna i pióra kwezali.
Po powodzi w roku 1452 doszło do klęski głodu (1452 – 1454). Wtedy to Montezuma nakazał usypać tamy, by uchronić Tenochtitlán przed okresowo występującymi powodziami, nakazał też budowę akweduktu z podwójnym systemem rur zaopatrującego mieszkańców tego wielkiego już miasta w wodę pitną ze źródeł tryskających na wzgórzu Chapultepec. Kontynuował także rozbudowę stolicy.

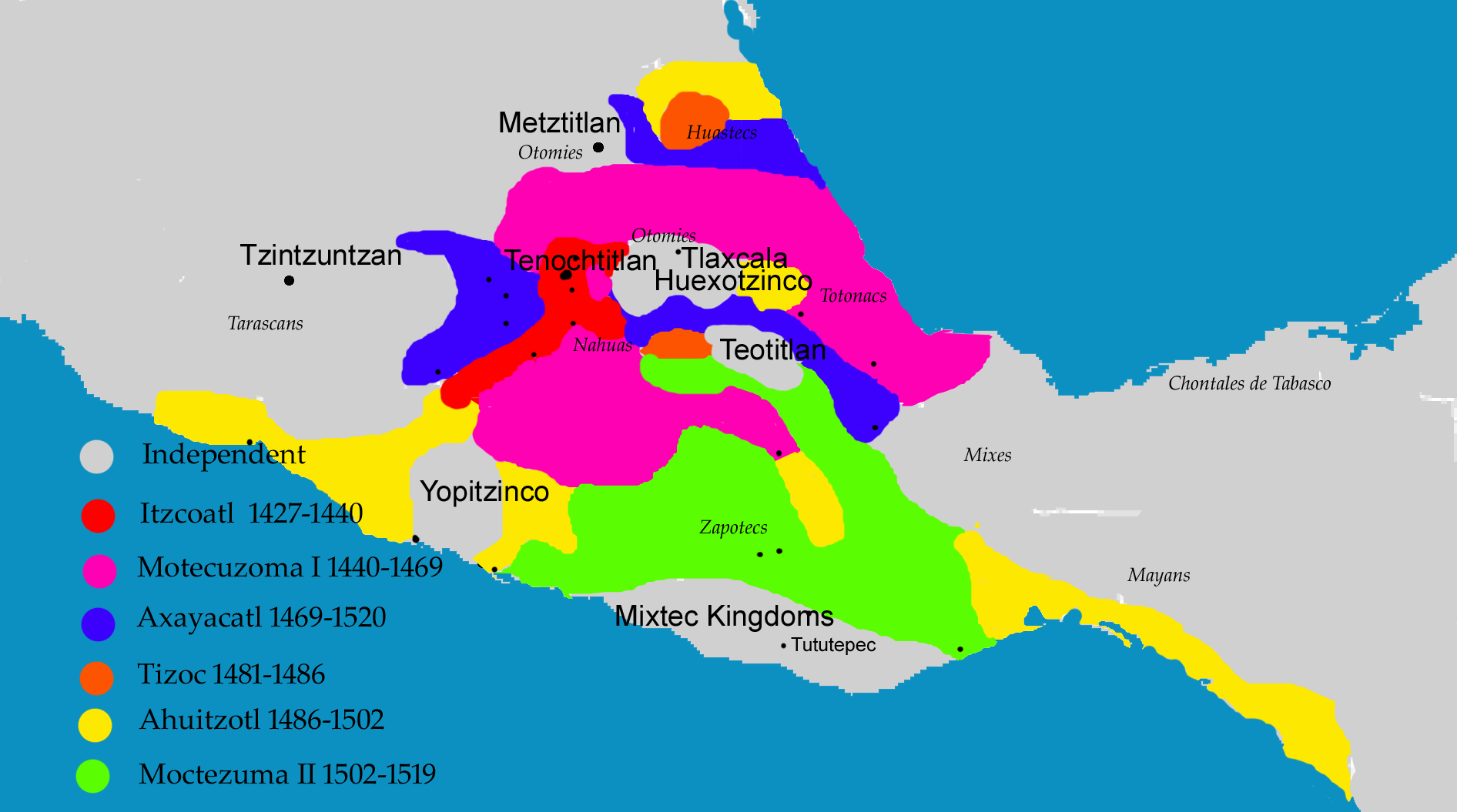
Podboje Azteków

Za panowania Itzcoatla i Montezumy I, czyli w latach 1428 – 1469 ostatecznie ukształtował się system federacyjny w państwie Azteków.
Montezuma I zmarł w 1469 r. Jego żoną była Chichimecacihuatzin, z którą miał trzy córki: Atotoztli (Huitzilxochtzin), Iquehuacatzin i Mahchimaleh. Najstarsza z nich, Atotoztli została żoną Tezozomoca, syna Itzcoatla, a z kolei ich synowie: Axayacatl, Tizoc i Ahuitzotl byli kolejnymi władcami Azteków po Montezumie I .

## Genealogia
| 4. Acamapichtli Tlatoani Tenochtitlánu w l. 1376 – 1395 |  |                                                                            |  |  |                |
|                                                         |  | 2. Huitzilíhuitl (ok. 1379 - 1417) Tlatoani Tenochtitlánu w l. 1396 – 1417 |  |  |                |
| 5. Tezcatlan Miyahuatzin                                |  |                                                                            |  |  |                |
|                                                         |  |                                                                            |  |  | 1. Montezuma I |
| 6. Nieznany                                             |  |                                                                            |  |  |                |
|                                                         |  | 3. Miahuaxihuitl (Quemavaca)                                               |  |  |                |
| 7. Nieznana                                             |  |                                                                            |  |  |                |
|                                                         |  |                                                                            |  |  |                |

## W kulturze popularnej
- W grze Civilization V i Civilization VI Montezuma I jest przywódcą azteckiej cywilizacji[1] (we wcześniejszych częściach Aztekami dowodził Montezuma II).